# Ванда (имя)
Ва́нда (пол. Wanda) — женское имя польского происхождения. Имя имеет неясную этимологию, по старой версии (имевшее хождение со времён Кадлубка) имя производили от альтернативного латинского названия реки Вислы — Vandalus, которое в свою очередь происходило от названия вандалов. Ещё одну версию высказала А. В. Суперанская, согласно которой, имя могло быть связано с древнелитовским божеством Вандой (или Вандуо), что была недружелюбной и злой. Употребительна версия происхождения от названия рыболовной снасти węda (удилище), что согласуется с версией Викентия Кадлубека: в легендарном контексте дочь Крака «ловит» своей красотой женихов. В словаре Фасмера вандой так же называются различные сети и приспособления для ловли рыбы, однако указано происхождение от голландского слова want (сеть).
Первой известной носительницей этого имени была легендарная польская правительница Ванда, дочь основателя Кракова. Имя продолжает появляться в средневековой польской литературе, откуда распространяется в европейской культуре вместе с творчеством оперных композиторов (таких как Кароль Курпиньский (опера Бойомир и Ванда, 1819); Дворжак (опера Ванда, 1875)). Долгое время имя в Польше не использовалось при наречении детей, но в XIX веке оно получило популярность на волне романтизма по средневековью.
Согласно Ю. А. Рылову, имя Ванда в русский именник попало после революции 1917 года. Помимо польского варианта, имя в русском языке могло распространиться как болгарский вариант Иванны.
Имя распространено также на Украине, в Чехии, Словакии и в других странах.

## Известные носители
Ванда Цезарына Войнаровская (1 мая 1861, Каменец-Подольский, Российская империя – 15 апреля 1911, Париж, Франция) — член социал–демократии Королевства Польского и Литвы; в 1900–1904 годах — представитель этой организации в Международном социалистическом бюро 2–го Интернационала.
Ванда Ландовска (1879–1959) — польская пианистка и клавесинистка, педагог.  Создала Школу старинной музыки. С ее именем связано возрождение международного интереса к клавесинной музыке.
Ванда Крахельская-Филипович, псевдоним Алина, Алиция (польск. Wanda Krahelska-Filipowiczowa, 15 декабря 1886, Мазурки, Барановичский уезд, Минская губерния, Российская империя — 5 февраля 1968, Варшава, Польша) — революционный деятель, художник, член женского отделения Боевой организации ППС, участница неудачного покушения на варшавского генерал-губернатора Георгия Скалона, основательница Совета помощи евреям, сестра воеводы Полесского воеводства Яна Крахельского, тётя Кристины Крахельской.
Ванда Яршевская (польск. Wanda Jarszewska; 3 января 1888 года, Варшава — 15 мая 1964 года, там же) — польская актриса театра и кино, театральный режиссёр. Дебютировала на сцене в объездном театре в 1905 г. Выступала сначала в разных объездных труппах, а затем в театрах Кракова (в 1909–1919) и Варшавы с 1919 года. Была тоже театральным режиссёром и выступала в фильмах.
Ванда Львовна Василевская (21 января 1905, Краков, — 29 июля 1964, Киев) — польская и советская писательница, поэтесса, драматург, сценарист и общественный деятель. Лауреат трёх Сталинских премий (1943, 1946, 1952). Член ВКП(б) с 1941 года.

## Другое
Ва́нда Ма́ксимофф — персонаж медиафраншизы «Кинематографическая вселенная Marvel», основанная на одноимённом персонаже Marvel Comics, широко известная по древнему титулу «А́лая Ве́дьма».